# BayernLB
BayernLB (полностью Bayerische Landesbank) (федеральный банк земли Бавария) — немецкий коммерческий банк. Входит в десятку крупнейших банков Германии. Контролируется властями Баварии (75 %) и ассоциацией земельных сберегательных касс (25 %).

## История
Банк был создан в 1972 году слиянием Bayerische Landesbodenkreditanstalt (основанного в 1884 году) с центральным органом ассоциации сберегательных банков Баварии.
В 1990-х годах банк начал развивать зарубежную сеть, открыв отделения в странах Восточной Азии, Восточной Европы и в США. В 2007 году купил контрольный пакет акций Hypo Alpe-Adria-Bank International с отделениями в Австрии и на Балканах.
Банк оказался крупным держателем американских ипотечных облигаций (на $24 млрд) и понёс большие убытки с началом ипотечного кризиса 2007—08 годов, чистый убыток банка составил 2,3 млрд евро по результатам 2007 года и ещё 2 млрд в первом квартале 2008 года. BayernLB стал первым немецким банком, получившим финансовую помощь от федерального правительства в размере 10 млрд евро. 5 млрд были возвращены к 2017 году, на остальные 5 млрд выросла доля правительства Баварии в банке.
В 2016 году было заключено партнёрское соглашение с Standard Chartered о содействии немецким компаниям, ведущим деятельность в Азии.

## Деятельность
Помимо Мюнхена отделения и представительства банка имеются в других городах Германии (Берлин, Дюссельдорф, Франкфурт-на-Майне, Гамбург, Лейпциг и Штутгарт) и за рубежом (Нью-Йорк, Лондон, Париж, Милан и Москва). Практически все 2 млрд евро выручки банка приходятся на Германию; на США приходится 50 млн евро, Великобританию 17 млн, Италию 4 млн, Нидерланды 1 млн евро.
Основные подразделения:
- Корпорации и рынки — банковское обслуживание крупных немецких и международных компаний и среднего бизнеса в Германии, Австрии и Швейцарии; операции на финансовых рынках;
- Недвижимость, сберегательные банки и финансовые институты — финансирование покупки и строительства недвижимости, услуги финансовым институтам;
- DKB — деятельность дочернего банка Deutsche Kreditbank, второго крупнейшего онлайн-банка в Германии, обслуживающего 4,6 млн клиентов.